# Большие Уськи
 Большие Уськи (тат. Олы Өскебаш) — деревня в Мамадышском районе Татарстана. Входит в состав Кемеш-Кульского сельского поселения.

## География
Находится в 42 км к северо-западу от районного центра — города Мамадыш, у речки Искубаш.

## История
Основана в период Казанского ханства. В XVIII — первой половине XIX века жители относились к сословию государственных крестьян. Их основные занятия в этот период — земледелие (в начале XX века земельный надел сельской общины составлял 1324,2 десятин) и скотоводство, были распространены рогожный промысел, изготовление кулей и лаптей.
В «Списке населенных мест по сведениям 1859 года», изданном в 1866 году, населённый пункт упомянут как казённая деревня Большая Уська 2-го стана Мамадышского уезда Казанской губернии. Располагалась при речке Уськинке, по правую сторону Кукморского торгового тракта, в 35 верстах от уездного города Мамадыша и в 15 верстах от становой квартиры в казённой деревне Ахманова (Ишкеево). В деревне, в 103 дворах жили 749 человек (373 мужчины и 376 женщин), была мечеть.
В начале XX века здесь действовали мектеб, водяная мельница, крупообдирка, красильное заведение, 4 мелочные лавки. 
До 1920 года деревня входила в Зюринскую волость Мамадышского уезда Казанской губернии. С 1920 года в составе Мамадышского кантона ТАССР. С 10 августа 1930 года в Таканышском, с 1 января 1932 года в Мамадышском, с 10 февраля 1935 года в Таканышском, с 1 февраля 1963 года в Мамадышском районах.
В 1931 году в деревне был образован колхоз. В 1994 году колхоз был реорганизован в коллективное предприятие «Искра», в 2002 году — в сельскохозяйственный производственный кооператив «Туган Як», в 2004 году — в общество с ограниченной ответственностью Агрофирма «Туган Як» (до 2008 г.).

## Население
| 1782 | 1859 | 1897 | 1908 | 1920 | 1926 | 1949 | 1958 | 1970 | 1979 | 1989 | 2002 | 2010 | 2017 |
| ---- | ---- | ---- | ---- | ---- | ---- | ---- | ---- | ---- | ---- | ---- | ---- | ---- | ---- |
| 106  | 749  | 972  | 1120 | 911  | 772  | 482  | 470  | 522  | 433  | 274  | 291  | 247  | 228  |

Национальный состав села — татары.

## Экономика
Жители преимущественно занимаются полеводством, овцеводством, свиноводством.

## Инфраструктура
В деревне действуют библиотека (с 1951 г.), клуб, начальная школа — детский сад (с 1999 г.).

## Религия
Мечеть «Котдус».